# Niphoparmena
Niphoparmena – rodzaj chrząszczy z rodziny kózkowatych i podrodziny zgrzypikowych.

## Zasięg występowania
Przedstawiciele tego rodzaju występują w Afryce Subsaharyjskiej od Kamerunu i Etiopii na północy po RPA na południu, a także na Półwyspie Arabskim.

## Systematyka
Do Niphoparmena należy 51 gatunków i 6 podrodzajów:

- Podrodzaj: Araboparmena Sudre & Jiroux, 2019
  - Niphoparmena omanensis
- Podrodzaj: Glabroparmena Breuning, 1956
  - Niphoparmena glabricollis
- Podrodzaj: Microparmena Breuning, 1960
  - Niphoparmena basilewskyi
- Podrodzaj: Mimamblymora Breuning, 1950
  - Niphoparmena flavescens
- Podrodzaj: Niphoparmena Aurivillius, 1904
  - Niphoparmena acutipennis
  - Niphoparmena albopilosa
  - Niphoparmena alluaudi
  - Niphoparmena bispinosa
  - Niphoparmena carayoni
  - Niphoparmena carinipennis
  - Niphoparmena densepuncticollis
  - Niphoparmena dohertyi
  - Niphoparmena elgonensis
  - Niphoparmena flavoscutellata
  - Niphoparmena fossulata
  - Niphoparmena fuscomaculata
  - Niphoparmena fuscostriata
  - Niphoparmena grossepunctata
  - Niphoparmena jeanneli
  - Niphoparmena kenyensis
  - Niphoparmena kivuensis
  - Niphoparmena latifrons
  - Niphoparmena leleupi
  - Niphoparmena lindblomi
  - Niphoparmena longespinipennis
  - Niphoparmena longicornis
  - Niphoparmena meruana
  - Niphoparmena mycerinoides
  - Niphoparmena obliquefasciata
  - Niphoparmena paralatifrons
  - Niphoparmena persimilis
  - Niphoparmena puncticollis
  - Niphoparmena rougemonti
  - Niphoparmena rungwensis
  - Niphoparmena scotti
  - Niphoparmena spinipennis
  - Niphoparmena subglabricollis
  - Niphoparmena truncatipennis
  - Niphoparmena unicolor
- Podrodzaj: Trichoparmena Breuning, 1939
  - Niphoparmena abyssinica
  - Niphoparmena convexa
  - Niphoparmena cylindrica
  - Niphoparmena densepunctata
  - Niphoparmena elongata
  - Niphoparmena elongatipennis
  - Niphoparmena flavostictica
  - Niphoparmena freudei
  - Niphoparmena gracilis
  - Niphoparmena kenyana
  - Niphoparmena marmorata
  - Niphoparmena minima